# Raoul Boggio
Raoul Boggio, né le 7 août 1898 à Aïn Tedles en Algérie et mort le 4 mars 1947 à Paris, est un poète et résistant français du XXe siècle.

## Biographie
Raoul Edmond Boggio, né le 7 août 1898 à Aïn-Tédénes, dans la région d'Oran en Algérie, est le fils de Pierre Antoine Boggio (1857-1917) et de Joséphine Pauline Archer (1866-1953).
Il obtient son certificat d'études primaires en 1909 à Pont-du-Chéliff et poursuit sa scolarité au collège de Mostaganem où il obtient en classe de troisième les prix de français et d'histoire-géographie.
Engagé volontaire à 18 ans pour la durée de la Première Guerre mondiale, il est incorporé en novembre 1916 au 82e Régiment d'artillerie lourde. Il passe au 88e Régiment d'artillerie lourde en juillet, réaffecté au dépôt en août 1917, il est nommé aspirant en septembre 1918 et affecté au 109e Régiment d'artillerie lourde en octobre. Passé dans la réserve, il est nommé sous-lieutenant en 1921 et lieutenant en 1925.
Il publie ses premiers poèmes dans diverses revues dès 1916, où il exprime ses sentiments intimes et ses réflexions sur l’amour et la guerre. Après la guerre, Boggio continue à écrire et à publier des poèmes. Ses poèmes sont souvent décrits comme lumineux et sensibles, reflétant une profonde introspection et une grande sensibilité aux beautés et aux douleurs de la vie.
Dès la sortie de L'Ombre d'un rêve, son premier recueil de poèmes, André Fontainas, le spécialiste de la poésie du Mercure de France voit en lui un grand avenir de poète. Un des héros de l'ouvrage, qui représente le poète, se nomme Tristan, comme le prénom choisi par Raoul Boggio lorsqu'il publiera clandestinement des poèmes pendant les années d'occupation.
Il collabore avec de nombreux journaux et revues qui publient ses poèmes, comme Le Courrier de la quinzaine, Le Courrier littéraire nord-africain, L'Ermitage, France-Afrique, Paris-Soir, Poésie, Septimanie ou L'Afrique du Nord illustrée qui, dans son articles sur L'Ombre d'un rêve et signale « l'harmonie amplement drapée et la musicalité des vers. Une poésie élégiaque faite de sentimentalité très fine et très prenante ».
Dans les années 1930, Raoul Boggio s’installe à Saint-Maur-des-Fossés, une commune de la banlieue parisienne et épouse  Madeleine Georgette Tijou (née en 1905 à Chatou) à la mairie du 17e arrondissement de Paris le 1er septembre 1936.
Il est proche du sculpteur Paul Belmondo, né la même année que lui en Algérie, qui vient régulièrement diner avec la famille Boggio après leur installation en région parisienne. Il fait des portraits de la mère de Raoul et une statue en plâtre qui décore leur appartement. Il réalise le frontispice de Rythme de mon berceau paru en 1929.
Robert Randau signale la valeur des Poèmes Intimes publiés au Mercure de France du 15 mars 1935 : « une sensibilité profonde, la maîtrise dans l'assemblage des éléments du vers font de l'auteur un des meilleurs écrivains lyriques de notre temps. Et c'est bien ainsi, d'ailleurs, qu'il est estimé à Paris. J'aime surtout en lui la cohérence et le fini dans l'expression du sentiment, quand il se dépouille l'âme et nous permet de jouir, avec lui, à travers les magnificences verbales, de spectacles intérieurs pathétiques ».
Mobilisé en août 1939, il sert comme capitaine d’artillerie pendant la Seconde Guerre mondiale. Il se distingue par son courage et reçoit deux citations pour ses actions. Il est fait prisonnier à Sion-Vaudemont et interné à l’Oflag VI D en Westphalie. Pendant sa captivité, il écrit les poèmes de Témoignage, où il exprime sa nostalgie pour Saint-Maur et sa détermination à voir la France libérée.
Libéré en août 1941, il rejoint la Résistance à Saint-Maur. Sous le pseudonyme de Tristan Saint-Maur, il publie clandestinement des poèmes incitant à la libération et participe aux combats de la Libération dans les rangs des Forces françaises de l’intérieur (FFI).
Raoul Boggio qui avait contracté une maladie pendant sa captivité, meurt le 4 mars 1947 à l’hôpital du Val-de-Grâce à Paris. En reconnaissance de son sacrifice et de son œuvre, son nom est inscrit au Panthéon parmi ceux des écrivains morts pour la France.

## Œuvres principales
- L'Ombre d'un rêve, 1924
- Rythme de mon berceau, 1929
- La double image, 1933
- Paris, 1944

## Distinctions
- Lauréat du Prix des poètes algériens, 1934[19]
- 1946 : Prix Moréas (poésie)[17]
- Chevalier de la Légion d'honneur, décret du 12 avril 1947, à titre posthume